# Vigna marina
Vigna marina är en ärtväxtart som först beskrevs av Johannes Burman, och fick sitt nu gällande namn av Elmer Drew Merrill. Vigna marina ingår i släktet vignabönor, och familjen ärtväxter. Inga underarter finns listade i Catalogue of Life.

## Bildgalleri

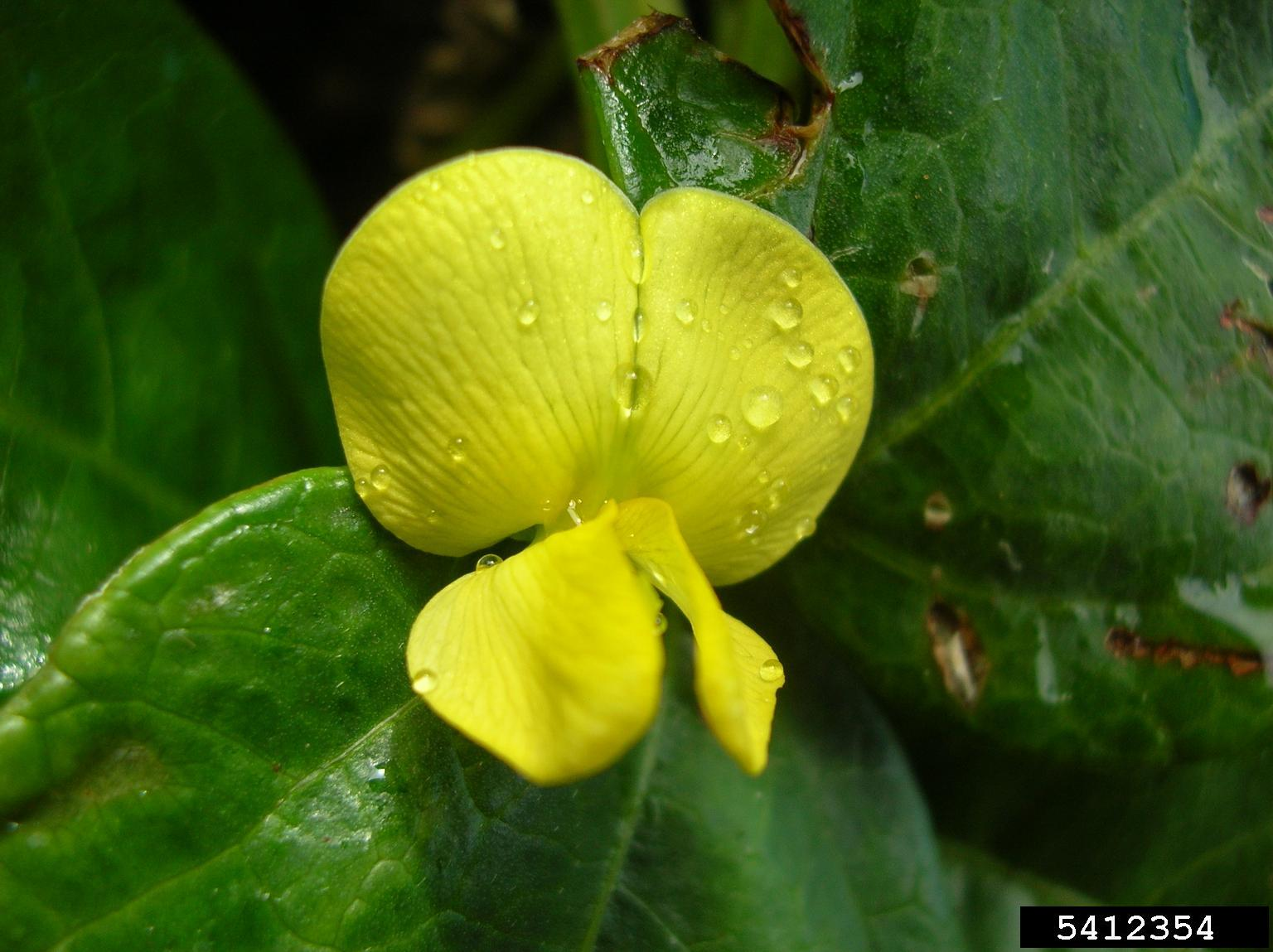
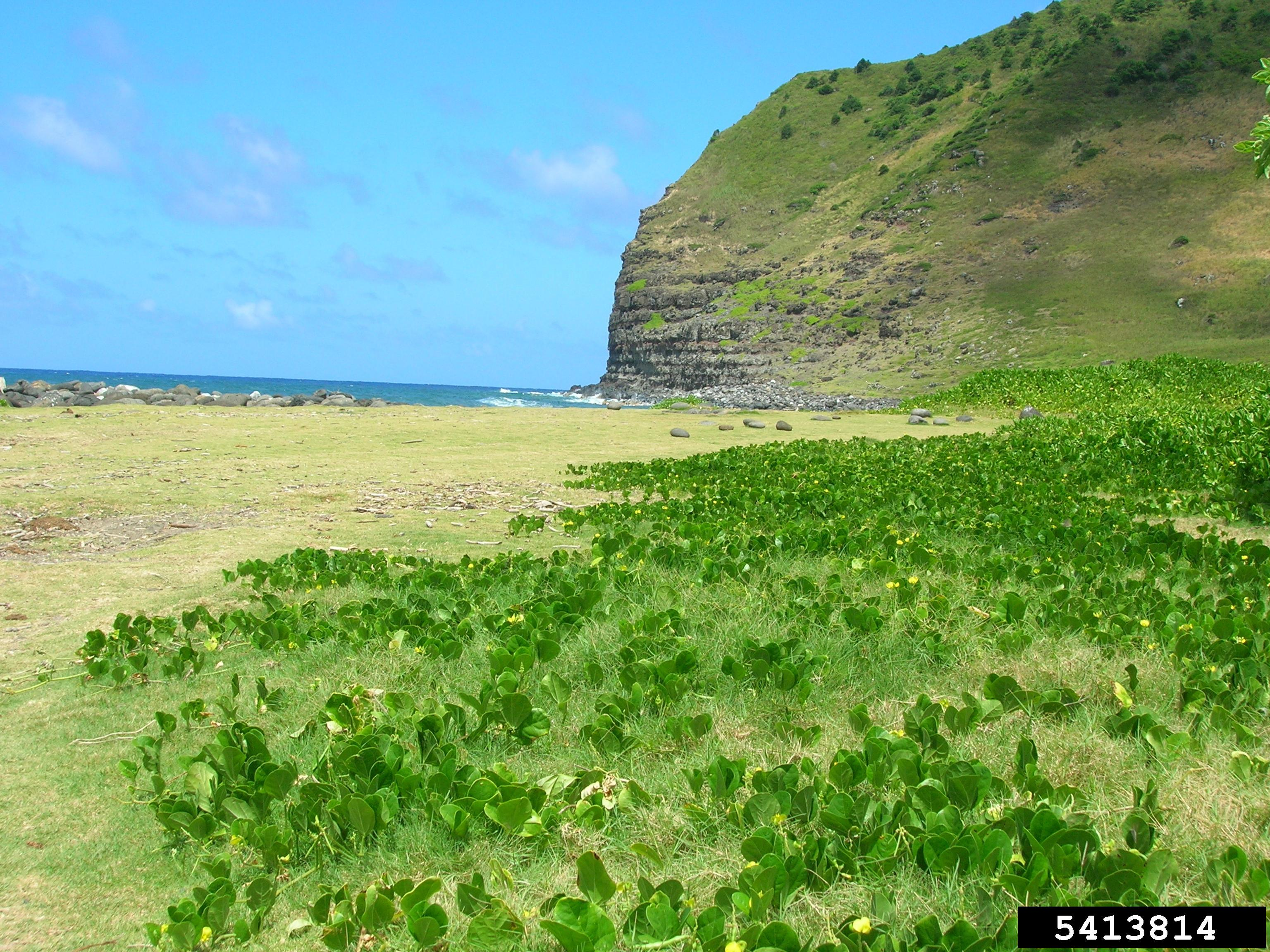